# Tournoi pré-olympique féminin de l'AFC 2012
Pour un article plus général, voir Tournoi féminin de football aux Jeux olympiques d'été de 2012.
Navigation
Pékin 2008 Rio de Janeiro 2016
Le Tournoi pré-olympique féminin de l'AFC 2012 est la troisième édition du tournoi pré-olympique féminin de l'AFC et s'est tenu du 18 mars au 11 septembre 2011. 
Les fédérations affiliées à la FIFA participent par le biais de leur équipe féminine à ces épreuves de qualification. Deux équipes rejoignent ainsi la Grande-Bretagne, nation hôte de la compétition, pour affronter lors du Tournoi féminin de football aux Jeux olympiques d'été de 2012 les meilleures nations mondiales. Contrairement au tournoi pré-olympique masculin, il n'y a pas de restriction d'âge pour participer à la compétition.

## Format du tournoi pré-olympique
Dix-huit équipes s'étaient inscrites pour participer à la compétition avant que le Qatar ne déclare forfait. Les treize équipes restantes se sont donc affrontées suivant le format ci-dessous :
Premier tour
Les cinq équipes les mieux classés lors de l'édition précédente (Australie, Chine, Japon, Corée du Nord et Corée du Sud), sont directement qualifiées pour le troisième tour et donc exemptées des deux premiers tours. Les douze autres équipes sont divisées en trois groupes basés sur leur situation géographique, et s'affrontent lors d'un mini-championnat dans un seul et unique lieu. Les deux premiers de deux groupes de cinq (Asie de l'Est et Moyen-Orient) et le premier du groupe de trois (Asie centrale), sont qualifiés pour le deuxième tour.
Deuxième tour
Les cinq équipes qualifiées s'affrontent lors d'un mini-championnat dans un seul et unique lieu. Le vainqueur est qualifié pour le troisième tour.
Troisième tour
Les cinq équipes qualifiées d'office et le vainqueur du tour précédent, s'affrontent lors d'un mini-championnat dans un seul et unique lieu. Les deux premiers sont qualifiés pour le tournoi féminin des Jeux olympiques d'été de 2012.
Règles de départage
Chaque équipe reçoit trois points pour une victoire et un pour un match nul. Le CIO en accord avec la FIFA, a déterminé que le départage se fait comme suit (il s'agit du même règlement pour tous les groupes de qualification et de phase finale) :
1. le plus grand nombre de points obtenus dans tous les matches du groupe ;
2. la différence de buts dans tous les matches du groupe ;
3. le plus grand nombre de buts marqués dans tous les matches du groupe ;
4. le plus grand nombre de points obtenus dans les matches de groupe entre les équipes à égalité ;
5. la différence de buts particulière dans les matches de groupe entre les équipes à égalité ;
6. le plus grand nombre de buts marqués dans les matches de groupe entre les équipes à égalité ;
7. le critère du fair-play basé sur le nombre de cartons jaunes et rouges reçus.
8. un match de barrage est organisé avec possibilité de prolongations et de tirs au but.

## Premier tour

### Groupe A (Asie de l'Est)
Classement
| Rang | Équipe         | Pts | J | G | N | P | Bp | Bc | Diff |
| ---- | -------------- | --- | - | - | - | - | -- | -- | ---- |
| 1    | Viêt Nam       | 10  | 4 | 3 | 1 | 0 | 9  | 2  | +7   |
| 2    | Thaïlande      | 9   | 4 | 3 | 0 | 1 | 10 | 2  | +8   |
| 3    | Taipei chinois | 5   | 4 | 1 | 2 | 1 | 7  | 5  | +2   |
| 4    | Birmanie       | 4   | 4 | 1 | 1 | 2 | 2  | 5  | -3   |
| 5    | Hong Kong      | 0   | 4 | 0 | 0 | 4 | 0  | 14 | -14  |

|  | Qualifié pour le deuxième tour de la compétition.                                                                  |
|  | Pts points ; G victoires ; N match nuls ; P défaites Bp buts marqués ; Bc buts encaissés ; Diff différence de buts |

Matches
| 18 mars 2011 | Viêt Nam                                                    | 4 - 0 | Hong Kong | Stade national Kaohsiung, Kaohsiung                 |                                                     |
| 16:30 UTC+8  | Huyền Linh 13e · Thị Muôn 43e · Thị Muôn 45e · Kim Tiến 78e |       |           | Spectateurs : 157 Arbitrage : Maria Piedade Rebello | Spectateurs : 157 Arbitrage : Maria Piedade Rebello |
| 16:30 UTC+8  | Rapport                                                     |       |           | Spectateurs : 157 Arbitrage : Maria Piedade Rebello | Spectateurs : 157 Arbitrage : Maria Piedade Rebello |

| 18 mars 2011 | Birmanie       | 1 - 1 | Taipei chinois   | Stade national Kaohsiung, Kaohsiung       |                                           |
| 19:00 UTC+8  | Marlar Tun 55e |       | Yu Hsiu-Chin 47e | Spectateurs : 756 Arbitrage : Ri Hyang-Ok | Spectateurs : 756 Arbitrage : Ri Hyang-Ok |
| 19:00 UTC+8  | Rapport        |       |                  | Spectateurs : 756 Arbitrage : Ri Hyang-Ok | Spectateurs : 756 Arbitrage : Ri Hyang-Ok |

| 20 mars 2011 | Taipei chinois | 0 - 3 | Thaïlande                                       | Stade national Kaohsiung, Kaohsiung       |                                           |
| 19:00 UTC+8  |                |       | Maijarern 24e · Srangthaisong 54e · Chawong 84e | Spectateurs : 734 Arbitrage : Cha Sung-Mi | Spectateurs : 734 Arbitrage : Cha Sung-Mi |
| 19:00 UTC+8  | Rapport        |       |                                                 | Spectateurs : 734 Arbitrage : Cha Sung-Mi | Spectateurs : 734 Arbitrage : Cha Sung-Mi |

| 20 mars 2011 | Birmanie | 0 - 2 | Viêt Nam                           | Stade national Kaohsiung, Kaohsiung              |                                                  |
| 16:30 UTC+8  |          |       | Thị Muôn 73e (pen.) · Kim Hồng 75e | Spectateurs : 550 Arbitrage : Yamaghishi Sachiko | Spectateurs : 550 Arbitrage : Yamaghishi Sachiko |
| 16:30 UTC+8  | Rapport  |       |                                    | Spectateurs : 550 Arbitrage : Yamaghishi Sachiko | Spectateurs : 550 Arbitrage : Yamaghishi Sachiko |

| 22 mars 2011 | Thaïlande                 | 2 - 0 | Birmanie | Stade national Kaohsiung, Kaohsiung    |                                        |
| 16:30 UTC+8  | Chawong 38e · Sornsai 71e |       |          | Spectateurs : 75 Arbitrage : Qin Liang | Spectateurs : 75 Arbitrage : Qin Liang |
| 16:30 UTC+8  | Rapport                   |       |          | Spectateurs : 75 Arbitrage : Qin Liang | Spectateurs : 75 Arbitrage : Qin Liang |

| 22 mars 2011 | Hong Kong | 0 - 5 | Taipei chinois                                                                                               | Stade national Kaohsiung, Kaohsiung                 |                                                     |
| 19:00 UTC+8  |           |       | Lee Hsiu-Chin 7e · Chen Ying-Hui 65e · Wang Hsiang-Huei 80e (pen.) · Wang Hsiang-Huei 84e · Yu Hsiu-Chin 89e | Spectateurs : 437 Arbitrage : Maria Piedade Rebello | Spectateurs : 437 Arbitrage : Maria Piedade Rebello |
| 19:00 UTC+8  | Rapport   |       | | Spectateurs : 437 Arbitrage : Maria Piedade Rebello | Spectateurs : 437 Arbitrage : Maria Piedade Rebello |

| 25 mars 2011 | Hong Kong | 0 - 1 | Birmanie          | Stade national Kaohsiung, Kaohsiung      |                                          |
| 16:30 UTC+8  |           |       | He Ying 76e (csc) | Spectateurs : 47 Arbitrage : Ri Hyang-Ok | Spectateurs : 47 Arbitrage : Ri Hyang-Ok |
| 16:30 UTC+8  | Rapport   |       |                   | Spectateurs : 47 Arbitrage : Ri Hyang-Ok | Spectateurs : 47 Arbitrage : Ri Hyang-Ok |

| 25 mars 2011 | Viêt Nam                        | 2 - 1 | Thaïlande   | Stade national Kaohsiung, Kaohsiung             |                                                 |
| 19:00 UTC+8  | Thị Hòa 53e · Thanh Hương 90+2e |       | Chawong 1re | Spectateurs : 133 Arbitrage : Yamagishi Sachiko | Spectateurs : 133 Arbitrage : Yamagishi Sachiko |
| 19:00 UTC+8  | Rapport                         |       |             | Spectateurs : 133 Arbitrage : Yamagishi Sachiko | Spectateurs : 133 Arbitrage : Yamagishi Sachiko |

| 27 mars 2011 | Thaïlande                                         | 4 - 0 | Hong Kong | Stade national Kaohsiung, Kaohsiung     |                                         |
| 16:30 UTC+8  | Srangthaisong 19e · Chawong 48e 50e · Sornsai 64e |       |           | Spectateurs : 207 Arbitrage : Qin Liang | Spectateurs : 207 Arbitrage : Qin Liang |
| 16:30 UTC+8  | Rapport                                           |       |           | Spectateurs : 207 Arbitrage : Qin Liang | Spectateurs : 207 Arbitrage : Qin Liang |

| 27 mars 2011 | Taipei chinois   | 1 - 1 | Viêt Nam    | Stade national Kaohsiung, Kaohsiung         |                                             |
| 19:00 UTC+8  | Tsai Li-Chen 77e |       | Thị Hòa 19e | Spectateurs : 1 047 Arbitrage : Cha Sung-Mi | Spectateurs : 1 047 Arbitrage : Cha Sung-Mi |
| 19:00 UTC+8  | Rapport          |       |             | Spectateurs : 1 047 Arbitrage : Cha Sung-Mi | Spectateurs : 1 047 Arbitrage : Cha Sung-Mi |

### Groupe B (Asie centrale)
Classement
| Rang | Équipe      | Pts | J | G | N | P | Bp | Bc | Diff |
| ---- | ----------- | --- | - | - | - | - | -- | -- | ---- |
| 1    | Ouzbékistan | 4   | 2 | 1 | 1 | 0 | 4  | 1  | +3   |
| 2    | Inde        | 4   | 2 | 1 | 1 | 0 | 4  | 1  | +3   |
| 3    | Bangladesh  | 0   | 2 | 0 | 0 | 2 | 0  | 6  | -6   |

|  | Qualifié pour le deuxième tour de la compétition.                                                                  |
|  | Pts points ; G victoires ; N match nuls ; P défaites Bp buts marqués ; Bc buts encaissés ; Diff différence de buts |

Matches
| 18 mars 2011 | Bangladesh | 0 - 3 | Inde                                    | Stade national Bangabandhu, Dacca              |                                                |
| 16:30 UTC+6  |            |       | B. Devi 52e · B. Devi 70e · B. Devi 90e | Spectateurs : 1 000 Arbitrage : Semaksuk Praew | Spectateurs : 1 000 Arbitrage : Semaksuk Praew |
| 16:30 UTC+6  | Rapport    |       |                                         | Spectateurs : 1 000 Arbitrage : Semaksuk Praew | Spectateurs : 1 000 Arbitrage : Semaksuk Praew |

| 20 mars 2011 | Ouzbékistan                                | 3 - 0 | Bangladesh | Stade national Bangabandhu, Dacca             |                                               |
| 16:30 UTC+6  | Ermatova 64e · Sarikova 74e · Karachik 89e |       |            | Spectateurs : 800 Arbitrage : Mai Hoang Trang | Spectateurs : 800 Arbitrage : Mai Hoang Trang |
| 16:30 UTC+6  | Rapport                                    |       |            | Spectateurs : 800 Arbitrage : Mai Hoang Trang | Spectateurs : 800 Arbitrage : Mai Hoang Trang |

| 22 mars 2011 | Inde        | 1 - 1 | Ouzbékistan  | Stade national Bangabandhu, Dacca                 |                                                   |
| 16:30 UTC+6  | T. Devi 71e |       | Riskieva 79e | Spectateurs : 1 000 Arbitrage : Pannipar Kamnueng | Spectateurs : 1 000 Arbitrage : Pannipar Kamnueng |
| 16:30 UTC+6  | Rapport     |       |              | Spectateurs : 1 000 Arbitrage : Pannipar Kamnueng | Spectateurs : 1 000 Arbitrage : Pannipar Kamnueng |

| Match d'appui           | Inde     | 1 - 5 | Ouzbékistan                                                                  | Stade Mohammad Mostafa, Dacca                |                                              |
| 23 mars 2011 7:00 UTC+6 | Devi 41e |       | Lagutkina 57e · Lagutkina 60e · Karachik 72e · Turdiboeva 75e · Sarikova 77e | Spectateurs : 100 Arbitrage : Semaksuk Praew | Spectateurs : 100 Arbitrage : Semaksuk Praew |
| 23 mars 2011 7:00 UTC+6 | Rapport  |       |                                                                              | Spectateurs : 100 Arbitrage : Semaksuk Praew | Spectateurs : 100 Arbitrage : Semaksuk Praew |

### Groupe C (Moyen-Orient)
Classement
| Rang | Équipe    | Pts | J | G | N | P | Bp | Bc | Diff |
| ---- | --------- | --- | - | - | - | - | -- | -- | ---- |
| 1    | Iran      | 7   | 3 | 2 | 1 | 0 | 7  | 1  | +6   |
| 2    | Jordanie  | 5   | 3 | 1 | 2 | 0 | 8  | 2  | +6   |
| 3    | Bahreïn   | 2   | 3 | 0 | 2 | 1 | 2  | 4  | -2   |
| 4    | Palestine | 1   | 3 | 0 | 1 | 2 | 1  | 11 | -10  |

|  | Qualifié pour le deuxième tour de la compétition.                                                                  |
|  | Pts points ; G victoires ; N match nuls ; P défaites Bp buts marqués ; Bc buts encaissés ; Diff différence de buts |

Matches
| 8 mars 2011 | Palestine | 0 – 4 | Iran                                             | Stade du Prince Mohammed, Zarka                  |                                                  |
| 13:30 UTC+2 |           |       | Rahimi 3e · Rahimi 13e · Karimi 31e · Rahimi 55e | Spectateurs : 60 Arbitrage : Abirami Apbai Naidu | Spectateurs : 60 Arbitrage : Abirami Apbai Naidu |
| 13:30 UTC+2 | Rapport   |       |                                                  | Spectateurs : 60 Arbitrage : Abirami Apbai Naidu | Spectateurs : 60 Arbitrage : Abirami Apbai Naidu |

| 8 mars 2011 | Jordanie        | 1 – 1 | Bahreïn      | Stade du Prince Mohammed, Zarka         |                                         |
| 18:00 UTC+2 | S. Khraisat 34e |       | Alhashimi 2e | Spectateurs : 160 Arbitrage : Nami Sato | Spectateurs : 160 Arbitrage : Nami Sato |
| 18:00 UTC+2 | Rapport         |       |              | Spectateurs : 160 Arbitrage : Nami Sato | Spectateurs : 160 Arbitrage : Nami Sato |

| 10 mars 2011 | Iran           | 1 – 1 | Jordanie   | Stade du Prince Mohammed, Zarka            |                                            |
| 18:00 UTC+2  | Hatamnejad 55e |       | Jbarah 24e | Spectateurs : 200 Arbitrage : Kim Sook-Hee | Spectateurs : 200 Arbitrage : Kim Sook-Hee |
| 18:00 UTC+2  | Rapport        |       |            | Spectateurs : 200 Arbitrage : Kim Sook-Hee | Spectateurs : 200 Arbitrage : Kim Sook-Hee |

| 10 mars 2011 | Palestine   | 1 – 1 | Bahreïn    | Stade du Prince Mohammed, Zarka          |                                          |
| 13:30 UTC+2  | N. Owda 17e |       | Yaaqob 20e | Spectateurs : 50 Arbitrage : Ri Hong-Sil | Spectateurs : 50 Arbitrage : Ri Hong-Sil |
| 13:30 UTC+2  | Rapport     |       |            | Spectateurs : 50 Arbitrage : Ri Hong-Sil | Spectateurs : 50 Arbitrage : Ri Hong-Sil |

| 12 mars 2011 | Jordanie                                                                        | 6 – 0 | Palestine | Stade du Prince Mohammed, Zarka            |                                            |
| 18:00 UTC+2  | Jbarah 3e · Alnaber 6e · Al Azab 21e · Jbarah 32e · Al Azab 51e · Al Hyasat 90+ |       |           | Spectateurs : 200 Arbitrage : Kim Sook-Hee | Spectateurs : 200 Arbitrage : Kim Sook-Hee |
| 18:00 UTC+2  | Rapport                                                                         |       |           | Spectateurs : 200 Arbitrage : Kim Sook-Hee | Spectateurs : 200 Arbitrage : Kim Sook-Hee |

| 12 mars 2011 | Bahreïn | 0 – 2 | Iran                   | Stade du Prince Mohammed, Zarka        |                                        |
| 13:30 UTC+2  |         |       | Rahimi 8e · Rahimi 70e | Spectateurs : 60 Arbitrage : Nami Sato | Spectateurs : 60 Arbitrage : Nami Sato |
| 13:30 UTC+2  | Rapport |       |                        | Spectateurs : 60 Arbitrage : Nami Sato | Spectateurs : 60 Arbitrage : Nami Sato |

## Deuxième tour
Classement
| Rang | Équipe      | Pts | J | G | N | P | Bp | Bc | Diff |
| ---- | ----------- | --- | - | - | - | - | -- | -- | ---- |
| 1    | Thaïlande   | 10  | 4 | 3 | 1 | 0 | 18 | 4  | +14  |
| 2    | Ouzbékistan | 9   | 4 | 3 | 0 | 1 | 9  | 6  | +3   |
| 3    | Viêt Nam    | 7   | 4 | 2 | 1 | 1 | 8  | 5  | +3   |
| 4    | Jordanie    | 3   | 4 | 1 | 0 | 3 | 3  | 11 | -8   |
| 5    | Iran        | 0   | 4 | 0 | 0 | 4 | 0  | 12 | -12  |

|  | Qualifié pour le troisième tour de la compétition.                                                                 |
|  | Pts points ; G victoires ; N match nuls ; P défaites Bp buts marqués ; Bc buts encaissés ; Diff différence de buts |

Matches
| 3 juin 2011 | Ouzbékistan | 1 – 5 | Thaïlande                                                            | Stade international d'Amman, Amman     |                                        |
| 16:00 UTC+2 | Sarikova 5e |       | Sornsai 14e · Sornsai 45e · Sung-Ngoen 26e · Romyen 34e · Romyen 71e | Spectateurs : 100 Arbitrage : Wang Jia | Spectateurs : 100 Arbitrage : Wang Jia |
| 16:00 UTC+2 | Rapport     |       |                                                                      | Spectateurs : 100 Arbitrage : Wang Jia | Spectateurs : 100 Arbitrage : Wang Jia |

| 3 juin 2011 | Jordanie | 3 – 0 , | Iran | Stade international d'Amman, Amman |
| 19:00 UTC+2 |          |         |      |                                    |

| 5 juin 2011 | Iran | 0 – 3 , | Viêt Nam | Stade du Roi-Abdullah, Amman |
| 16:00 UTC+2 |      |         |          |                              |

| 5 juin 2011 | Jordanie | 0 – 3 | Ouzbékistan                                  | Stade du Roi-Abdullah, Amman               |                                            |
| 19:00 UTC+2 |          |       | Turdiboeva 76e · Sarikova 78e · Sarikova 81e | Spectateurs : 500 Arbitrage : Kim Sook-Hee | Spectateurs : 500 Arbitrage : Kim Sook-Hee |
| 19:00 UTC+2 | Rapport  |       |                                              | Spectateurs : 500 Arbitrage : Kim Sook-Hee | Spectateurs : 500 Arbitrage : Kim Sook-Hee |

| 7 juin 2011 | Thaïlande | 3 – 0 , | Iran | Stade international d'Amman, Amman |
| 16:00 UTC+2 |           |         |      |                                    |

| 7 juin 2011 | Viêt Nam    | 1 – 0 | Jordanie | Stade international d'Amman, Amman            |                                               |
| 19:00 UTC+2 | Thị Hòa 67e |       |          | Spectateurs : 400 Arbitrage : Rita Binti Gani | Spectateurs : 400 Arbitrage : Rita Binti Gani |
| 19:00 UTC+2 | Rapport     |       |          | Spectateurs : 400 Arbitrage : Rita Binti Gani | Spectateurs : 400 Arbitrage : Rita Binti Gani |

| 10 juin 2011 | Ouzbékistan                 | 2 – 1 | Viêt Nam     | Stade international d'Amman, Amman          |                                             |
| 16:00 UTC+2  | Sarikova 36e · Sarikova 69e |       | Thị Muôn 90e | Spectateurs : 200 Arbitrage : Abirami Naidu | Spectateurs : 200 Arbitrage : Abirami Naidu |
| 16:00 UTC+2  | Rapport                     |       |              | Spectateurs : 200 Arbitrage : Abirami Naidu | Spectateurs : 200 Arbitrage : Abirami Naidu |

| 10 juin 2011 | Thaïlande                                                                                         | 7 – 0 | Jordanie | Stade international d'Amman, Amman     |                                        |
| 19:00 UTC+2  | Boothduang 19e · Phaikhet 33e · Seesraum 36e · Sornsai 40e · Dangda 49e · Romyen 64e · Romyen 75e |       |          | Spectateurs : 400 Arbitrage : Wang Jia | Spectateurs : 400 Arbitrage : Wang Jia |
| 19:00 UTC+2  | Rapport                                                                                           |       |          | Spectateurs : 400 Arbitrage : Wang Jia | Spectateurs : 400 Arbitrage : Wang Jia |

| 12 juin 2011 | Iran | 0 – 3 , | Ouzbékistan | Stade du Roi-Abdullah, Amman |
| 16:00 UTC+2  |      |         |             |                              |

| 12 juin 2011 | Viêt Nam                                       | 3 – 3 | Thaïlande                                           | Stade du Roi-Abdullah, Amman                    |                                                 |
| 19:00 UTC+2  | Thị Thương 8e · Thị Muôn 12e · Thanh Hương 37e |       | Hải Hòa 18e (csc) · Sung-Ngoen 25e · Boothduang 84e | Spectateurs : 200 Arbitrage : Yamagishi Sachiko | Spectateurs : 200 Arbitrage : Yamagishi Sachiko |
| 19:00 UTC+2  | Rapport                                        |       |                                                     | Spectateurs : 200 Arbitrage : Yamagishi Sachiko | Spectateurs : 200 Arbitrage : Yamagishi Sachiko |

## Troisième tour
Classement
| Rang | Équipe        | Pts | J | G | N | P | Bp | Bc | Diff |
| ---- | ------------- | --- | - | - | - | - | -- | -- | ---- |
| 1    | Japon         | 13  | 5 | 4 | 1 | 0 | 8  | 2  | +6   |
| 2    | Corée du Nord | 11  | 5 | 3 | 2 | 0 | 10 | 3  | +7   |
| 3    | Australie     | 9   | 5 | 3 | 0 | 2 | 8  | 4  | +4   |
| 4    | Chine         | 5   | 5 | 1 | 2 | 2 | 2  | 2  | 0    |
| 5    | Corée du Sud  | 4   | 5 | 1 | 1 | 3 | 7  | 7  | 0    |
| 6    | Thaïlande     | 0   | 5 | 0 | 0 | 5 | 1  | 18 | -17  |

|  | Qualifié pour les jeux olympiques 2012.                                                                            |
|  | Pts points ; G victoires ; N match nuls ; P défaites Bp buts marqués ; Bc buts encaissés ; Diff différence de buts |

Matches
| 1 septembre 2011 | Japon                                            | 3 – 0 | Thaïlande | Stade provincial de Shandong, Jinan             |                                                 |
| 15:30 UTC+8      | Kawasumi 61e · Tanaka 75e · Kunupatham 90e (csc) |       |           | Spectateurs : 1 231 Arbitrage : Mai Hoàng Trang | Spectateurs : 1 231 Arbitrage : Mai Hoàng Trang |
| 15:30 UTC+8      | Rapport                                          |       |           | Spectateurs : 1 231 Arbitrage : Mai Hoàng Trang | Spectateurs : 1 231 Arbitrage : Mai Hoàng Trang |

| 1 septembre 2011 | Corée du Nord    | 1 – 0 | Australie | Centre olympique de Jinan, Jinan                       |                                                        |
| 15:30 UTC+8      | Kim Su-gyong 10e |       |           | Spectateurs : 800 Arbitrage : Alexandros Dimitropoulos | Spectateurs : 800 Arbitrage : Alexandros Dimitropoulos |
| 15:30 UTC+8      | Rapport          |       |           | Spectateurs : 800 Arbitrage : Alexandros Dimitropoulos | Spectateurs : 800 Arbitrage : Alexandros Dimitropoulos |

| 1 septembre 2011 | Chine   | 0 – 0 | Corée du Sud | Centre olympique de Jinan, Jinan              |                                               |
| 19:00 UTC+8      |         |       |              | Spectateurs : 8 000 Arbitrage : Albon Teodora | Spectateurs : 8 000 Arbitrage : Albon Teodora |
| 19:00 UTC+8      | Rapport |       |              | Spectateurs : 8 000 Arbitrage : Albon Teodora | Spectateurs : 8 000 Arbitrage : Albon Teodora |

| 3 septembre 2011 | Australie                                                       | 5 – 1 | Thaïlande     | Centre olympique de Jinan, Jinan                  |                                                   |
| 15:30 UTC+8      | Simon 13e · Heyman 15e · Heyman 34e · Butt 45e · van Egmond 58e |       | Taneekarn 59e | Spectateurs : 200 Arbitrage : Silvia Tea Spinelli | Spectateurs : 200 Arbitrage : Silvia Tea Spinelli |
| 15:30 UTC+8      | Rapport                                                         |       |               | Spectateurs : 200 Arbitrage : Silvia Tea Spinelli | Spectateurs : 200 Arbitrage : Silvia Tea Spinelli |

| 3 septembre 2011 | Chine   | 0 – 0 | Corée du Nord | Stade provincial de Shandong, Jinan              |                                                  |
| 19:00 UTC+8      |         |       |               | Spectateurs : 10 000 Arbitrage : Kateryna Monzul | Spectateurs : 10 000 Arbitrage : Kateryna Monzul |
| 19:00 UTC+8      | Rapport |       |               | Spectateurs : 10 000 Arbitrage : Kateryna Monzul | Spectateurs : 10 000 Arbitrage : Kateryna Monzul |

| 3 septembre 2011 | Corée du Sud  | 1 – 2 | Japon                    | Centre olympique de Jinan, Jinan                   |                                                    |
| 19:00 UTC+8      | Ji So-yun 30e |       | Sakaguchi 10e · Ohno 45e | Spectateurs : 1 172 Arbitrage : Christina Pedersen | Spectateurs : 1 172 Arbitrage : Christina Pedersen |
| 19:00 UTC+8      | Rapport       |       |                          | Spectateurs : 1 172 Arbitrage : Christina Pedersen | Spectateurs : 1 172 Arbitrage : Christina Pedersen |

| 5 septembre 2011 | Corée du Sud                            | 2 – 3 | Corée du Nord                                        | Centre olympique de Jinan, Jinan            |                                             |
| 15:30 UTC+8      | Lee Hyun-young 5e · Jo Yun-mi 62e (csc) |       | Ra Un-sim 9e · Choe Mi-gyong 28e · Hwang Song-mi 57e | Spectateurs : 417 Arbitrage : Albon Teodora | Spectateurs : 417 Arbitrage : Albon Teodora |
| 15:30 UTC+8      | Rapport                                 |       |                                                      | Spectateurs : 417 Arbitrage : Albon Teodora | Spectateurs : 417 Arbitrage : Albon Teodora |

| 5 septembre 2011 | Japon        | 1 – 0 | Australie | Stade provincial de Shandong, Jinan            |                                                |
| 15:30 UTC+8      | Kawasumi 62e |       |           | Spectateurs : 1 000 Arbitrage : Mitsi Efthalia | Spectateurs : 1 000 Arbitrage : Mitsi Efthalia |
| 15:30 UTC+8      | Rapport      |       |           | Spectateurs : 1 000 Arbitrage : Mitsi Efthalia | Spectateurs : 1 000 Arbitrage : Mitsi Efthalia |

| 5 septembre 2011 | Thaïlande | 0 – 2 | Chine                     | Stade provincial de Shandong, Jinan             |                                                 |
| 19:00 UTC+8      |           |       | You Jia 40e · Xu Yuan 80e | Spectateurs : 7 160 Arbitrage : Mai Hoàng Trang | Spectateurs : 7 160 Arbitrage : Mai Hoàng Trang |
| 19:00 UTC+8      | Rapport   |       |                           | Spectateurs : 7 160 Arbitrage : Mai Hoàng Trang | Spectateurs : 7 160 Arbitrage : Mai Hoàng Trang |

| 8 septembre 2011 | Thaïlande | 0 – 3 | Corée du Sud                                             | Centre olympique de Jinan, Jinan              |                                               |
| 15:30 UTC+8      |           |       | Jung Seol-bin 10e · Yoo Young-a 56e · Lee Hyun-young 82e | Spectateurs : 771 Arbitrage : Kateryna Monzul | Spectateurs : 771 Arbitrage : Kateryna Monzul |
| 15:30 UTC+8      | Rapport   |       |                                                          | Spectateurs : 771 Arbitrage : Kateryna Monzul | Spectateurs : 771 Arbitrage : Kateryna Monzul |

| 8 septembre 2011 | Corée du Nord  | 1 – 1 | Japon                 | Stade provincial de Shandong, Jinan                |                                                    |
| 15:30 UTC+8      | Kim Jo-ran 90e |       | Kim Nam-hui 83e (csc) | Spectateurs : 1 274 Arbitrage : Christina Pedersen | Spectateurs : 1 274 Arbitrage : Christina Pedersen |
| 15:30 UTC+8      | Rapport        |       |                       | Spectateurs : 1 274 Arbitrage : Christina Pedersen | Spectateurs : 1 274 Arbitrage : Christina Pedersen |

| 8 septembre 2011 | Australie      | 1 – 0 | Chine | Centre olympique de Jinan, Jinan                             |                                                              |
| 19:00 UTC+8      | van Egmond 61e |       |       | Spectateurs : 10 167 Arbitrage : Heikkinen Katja Maria Kirsi | Spectateurs : 10 167 Arbitrage : Heikkinen Katja Maria Kirsi |
| 19:00 UTC+8      | Rapport        |       |       | Spectateurs : 10 167 Arbitrage : Heikkinen Katja Maria Kirsi | Spectateurs : 10 167 Arbitrage : Heikkinen Katja Maria Kirsi |

| 11 septembre 2011 | Thaïlande | 0 – 5 | Corée du Nord                                                                        | Centre olympique de Jinan, Jinan              |                                               |
| 15:30 UTC+8       |           |       | Choe Mi-Gyong 30e · Yun Song-Mi 35e · Ra Un-Sim 50e · Kim Un-Hwa 56e · Ra Un-Sim 70e | Spectateurs : 555 Arbitrage : Mai Hoàng Trang | Spectateurs : 555 Arbitrage : Mai Hoàng Trang |
| 15:30 UTC+8       | Rapport   |       |                                                                                      | Spectateurs : 555 Arbitrage : Mai Hoàng Trang | Spectateurs : 555 Arbitrage : Mai Hoàng Trang |

| 11 septembre 2011 | Corée du Sud     | 1 – 2 | Australie               | Stade provincial de Shandong, Jinan          |                                              |
| 15:30 UTC+8       | Kwon Hah-nul 27e |       | De Vanna 62e · Butt 76e | Spectateurs : 765 Arbitrage : Mitsi Efthalia | Spectateurs : 765 Arbitrage : Mitsi Efthalia |
| 15:30 UTC+8       | Rapport          |       |                         | Spectateurs : 765 Arbitrage : Mitsi Efthalia | Spectateurs : 765 Arbitrage : Mitsi Efthalia |

| 11 septembre 2011 | Japon      | 1 – 0 | Chine | Centre olympique de Jinan, Jinan                    |                                                     |
| 19:00 UTC+8       | Tanaka 57e |       |       | Spectateurs : 7 890 Arbitrage : Silvia Tea Spinelli | Spectateurs : 7 890 Arbitrage : Silvia Tea Spinelli |
| 19:00 UTC+8       | Rapport    |       |       | Spectateurs : 7 890 Arbitrage : Silvia Tea Spinelli | Spectateurs : 7 890 Arbitrage : Silvia Tea Spinelli |